# Папа Телесфор
Свети Телесфор (грч. Τελεσφόρος, лат. Telesphorus) је био римски папа од 125 до 136? године.
Био је грчког порекла. Његова породица живела је у месту Терануова у Калабрији (Италија). Зна се да је био образован. 125. године је изабран за римског епископа. За време његовог епископата карактеристичан је процват бројних секти унутар хришћанства. Најјачи утицај имале су гностичке школе које су проповедале могућност духовно-интелектуалног контакта са богом. У Риму је тада боравио и Валентин из Египта, гностик који је око себе успео окупити већи број присталица и истомишљеника. 
Телесфор је био склон мистицизму и усамљеничком животу пустињака. Њему се приписује неколико псалама и хомолија. Liber pontificalis о њему пише да је увео пост у времену пред Васкрс који је за свештенике трајао седам недеља. Њему се још приписује и увођење божићне службе на Бадње вече. 